# Lepanthes ictalurus
Lepanthes ictalurus är en orkidéart som beskrevs av Carlyle August Luer. Lepanthes ictalurus ingår i släktet Lepanthes och familjen orkidéer. Inga underarter finns listade i Catalogue of Life.